# Myrcia revolutifolia
Myrcia revolutifolia là một loài thực vật có hoa trong Họ Đào kim nương. Loài này được McVaugh mô tả khoa học đầu tiên năm 1969.